# Хара-Тумус
Хара-Тумус — полуостров на северо-востоке Красноярского края, в Хатангском заливе моря Лаптевых.
Южное побережье омывается водами бухты Кожевникова, восточное — бухты Нордвик. Административно относится к Таймырскому Долгано-Ненецкому муниципальному району Красноярского края. С юго-востока граничит с Анабарским национальным (Долгано-Эвенкийским) улусом (районом) Республики Саха (Якутия). Не имеет сухопутных границ с Красноярским краем.
Крайняя южная точка — мыс Косистый. Крайняя северная точка — мыс Романова. На северо-востоке — полуостров Урюнг-Тумус. Ландшафты представлены заозерёнными равнинами, которые сочетаются с увалистыми поверхностями, занятыми северными вариантами типичных (субарктических) тундр и различными типами тундрово-болотного комплекса. Многочисленны мелкие реки и ручьи с развитыми поймами. Основные реки — Кегджяй, Бригадная, Хастыр, Улахан-Юрях и др.. Берега бухты Нордвик местами с обширной литоралью, местами обрывистые. Наивысшая точка — 122 метра над уровнем моря (гора Соляная Сопка на полуострове Урюнг-Тумус)

## История
Согласно географическим картам начала-середины XX века, полуостров входил в состав Якутской АССР с момента ее основания в 1922 году как минимум до июня 1941 года, когда началась Великая Отечественная война, однако не позднее 1946 года[когда?] ряд территорий, примыкающих к бухте Кожевникова и бухте Сындасско Хатангского залива (включая и Хара-Тумус) был передан в состав Красноярского края.
В 2016 году на полуострове было открыто Центрально-Ольгинское месторождение нефти.